# Абасов, Назим Дашдемирович
Назим Дашдемирович Абасов (22 марта 1977, с. Хапиль, Табасаранский район, Дагестанская АССР, РСФСР, СССР) — российский спортсмен, специализируется по ушу и рукопашному бою, чемпион Европы и России по ушу, чемпион мира среди профессионалов.

## Спортивная карьера
Спортивную карьеру начинал у Насруллы Беглеровича Асланбекова в 1990-е годы. Дальше продолжил заниматься спортом в армии, где служил в ВДВ и буквально через 9 дней начал выступать. В армии также занимался рукопашным боем. Стал чемпионом России в этом виде спорта, и в 1997 году ему присвоили звание мастера спорта. Когда вернулся домой, начал заниматься под руководством Халила Туралова и Расула Чотанова. В 2002 году в Португалии завоевал титул чемпиона Европы по ушу-саньда. А в 2004 году в Италии двумя нокаутами стал чемпионом мира. В 2008 году завершил спортивную карьеру.

## Спортивные достижения
- Чемпионат России по ушу 2002 — ;
- Чемпионат Европы по ушу 2002 — ;
- Чемпионат мира среди профессионалов 2004 — ;

## Личная жизнь
В 1994 году окончил среднюю школу в селе Хапиль Табасаранского района. По национальности — табасаранец. Ещё не достигнув совершеннолетия, он потерял отца. У него было пять братьев и две сестры. После окончания спортивной карьеры в начале 2010-х годов работал руководителем абонентской службы райгаза Табасаранского района.